# Phytocoris becki
Phytocoris becki är en insektsart som beskrevs av Knight 1968. Phytocoris becki ingår i släktet Phytocoris och familjen ängsskinnbaggar. Inga underarter finns listade i Catalogue of Life.